# Aseptis susquesa
Aseptis susquesa är en fjärilsart som beskrevs av Smith 1908. Aseptis susquesa ingår i släktet Aseptis och familjen nattflyn. Inga underarter finns listade i Catalogue of Life.